# Pingasa decristata
Pingasa decristata is een vlinder uit de familie spanners (Geometridae). De wetenschappelijke naam van deze soort is voor het eerst geldig gepubliceerd in 1902 door Warren.
De soort komt voor op het eiland Sao Tomé in Sao Tomé en Principe ten westen van het Afrikaanse continent.